# Deathgasm
Pour plus de détails, voir Fiche technique et Distribution.
Deathgasm est un film néo-zélandais réalisé par Jason Lei Howden, sorti en 2015.

## Synopsis
Deux fans de heavy metal réveillent par mégarde une entité maléfique.

## Fiche technique
- Titre : Deathgasm
- Réalisation : Jason Lei Howden
- Scénario : Jason Lei Howden
- Photographie : Simon Raby
- Montage : Jeff Hurrell et Gareth Van Niekerk
- Production : Andrew Beattie, Sarah Howden et Morgan Leigh Stewart
- Société de production : Metalheads, MPI Media Group et Timpson Films
- Pays :  Nouvelle-Zélande
- Genre : Action, comédie horrifique, film musical et fantastique
- Durée : 86 minutes
- Dates de sortie : 
  -  États-Unis : 2 octobre 2015

## Distribution
- Milo Cawthorne : Brodie
- James Joshua Blake : Zakk
- Kimberley Crossman : Medina Darcy
- Sam Berkley : Dion
- Daniel Cresswell : Giles
- Delaney Tabron : Shanna
- Stephen Ure : Rikki Daggers
- Colin Moy : oncle Albert
- Jodie Rimmer : tante Mary
- Nick Hoskins-Smith : David
- Erroll Shand : Byron
- Kate Elliott : Abigail
- Aaron McGregor : Terry
- Andrew Laing : Aeon
- Tim Foley : Vadin
- Cameron Rhodes : M. Capenhurst
- Campbell Rousselle : Ron

## Accueil
Le film a reçu un accueil favorable de la critique. Il obtient un score moyen de 65 % sur Metacritic.